# Morti il 22 aprile
| Questa pagina contiene informazioni ricavate automaticamente dalle voci biografiche con l'ausilio del template Bio e di un bot. L'aggiornamento è periodico e automatico e ricostruisce completamente la pagina. Se manca una persona in questa lista, sei pregato di non aggiungerla, ma accertati piuttosto che la sua voce biografica contenga il template Bio e che i dati anagrafici siano correttamente compilati. Se il template Bio manca, inseriscilo tu stesso o, in alternativa, metti l'avviso {{tmp\|Bio}} che ne segnala la mancanza. Se i dati riportati sono sbagliati, correggi direttamente la voce biografica; le modifiche saranno visibili in questa lista entro pochi giorni. Per chiarimenti vedi il progetto biografie. La lista contiene solo le 507 persone che sono citate nell'enciclopedia e per le quali è stato implementato correttamente il template Bio. Pagina aggiornata al 17 ago 2025. |

## III secolo(1)
- 296 - Papa Caio, papa, vescovo e santo romano

## VI secolo(1)
- 536 - Papa Agapito I, papa, vescovo e santo italiano

## VII secolo(1)
- 613 - Teodoro il Siceota, vescovo e santo bizantino

## IX secolo(1)
- 835 - Kūkai, monaco buddhista giapponese (n. 774)

## XI secolo(2)
- 1015 - Rotboldo III di Provenza, marchese
- 1070 - Ghigo I d'Albon, nobile francese

## XIII secolo(5)
- 1212 - Gerardo da Sessa, cardinale italiano
- 1218 - Tebaldo VI di Blois, conte
- 1253 - Elia da Cortona, francescano e politico italiano (n. 1178)
- 1259 - Adolfo IV di Berg, nobile
- 1269 - Glicerio de Persona, italiano

## XIV secolo(4)
- 1313 - Bernardino da Polenta, condottiero italiano
- 1322 - Francesco Venimbeni, presbitero italiano (n. 1251)
- 1355 - Eleonora d'Inghilterra, nobile britannica (n. 1318)
- 1363 - Corrado di Landau, nobile, condottiero e mercenario tedesco

## XV secolo(5)
- 1404 - Pietro Fregoso, doge (n. 1330)
- 1459 - Giovanni IV di Trebisonda, imperatore bizantino (n. 1403)
- 1466 - Francesco IV Ordelaffi, nobile italiano (n. 1435)
- 1494 - Philippe de Crèvecœur d'Esquerdes, generale francese (n. 1418)
- 1499 - Bernardino Gadolo, religioso e letterato italiano (n. 1463)

## XVI secolo(9)
- 1501 - Domenico della Rovere, cardinale e vescovo cattolico italiano (n. 1442)
- 1513 - Pierre de Rohan-Gié, politico e militare francese (n. 1451)
- 1528 - Andrea Foscolo, politico, diplomatico e militare italiano (n. 1450)
- 1535 - Louis de Gorrevod de Challand, cardinale e vescovo cattolico italiano (n. 1473)
- 1545 - Ludovico X di Baviera, duca (n. 1495)
- 1546 - Juan García Loaysa, cardinale e arcivescovo cattolico spagnolo (n. 1478)
- 1562 - François II de Tournon, cardinale e politico francese (n. 1489)
- 1570 - Muzio Calini, vescovo cattolico e scrittore italiano (n. 1525)
- 1579 - Girolamo Pallavicino, condottiero italiano (n. 1508)

## XVII secolo(20)
- 1607 - Francesco Piccolomini, filosofo italiano (n. 1523)
- 1609 - Organtino Gnecchi Soldo, gesuita e missionario italiano (n. 1532)
- 1616 - Miguel de Cervantes, scrittore, poeta e drammaturgo spagnolo (n. 1547)
- 1630 - Agostino Ciampelli, pittore italiano (n. 1565)
- 1635 - Roberto Ubaldini, cardinale e vescovo cattolico italiano (n. 1581)
- 1649 - Cinzia Gonzaga, religiosa italiana (n. 1589)
- 1649 - Marcos de Torres y Rueda, vescovo cattolico spagnolo (n. 1591)
- 1650 - Stephen Hansen Stephanius, filologo e storico danese (n. 1599)
- 1653 - Robert Howard, nobile e politico inglese (n. 1584)
- 1669 - Federico Guglielmo II di Sassonia-Altenburg, duca (n. 1603)
- 1674 - Hans Ludwig Engel, avvocato austriaco (n. 1630)
- 1675 - Vincenzo Dandini, pittore italiano (n. 1609)
- 1677 - Wenzel Eusebius von Lobkowicz, nobile e politico ceco (n. 1609)
- 1678 - Sebastiano Mazzoni, pittore, poeta e architetto italiano (n. 1611)
- 1679 - Giovanni Battista Passeri, pittore e biografo italiano
- 1691 - Raimondo Capizucchi, cardinale italiano (n. 1615)
- 1692 - Tomás de la Cerda, nobile spagnolo (n. 1638)
- 1696 - Bonifazio Rangoni, politico italiano (n. 1633)
- 1699 - Hans Assmann von Abschatz, poeta tedesco (n. 1646)
- 1699 - Carlo Maria Maggi, scrittore e commediografo italiano (n. 1630)

## XVIII secolo(34)
- 1701 - Adolfo Giovanni II del Palatinato-Zweibrücken-Kleeburg, militare e nobile svedese (n. 1666)
- 1706 - Guglielmina Ernestina di Danimarca, principessa danese (n. 1650)
- 1716 - Jacques Savary des Brûlons, funzionario e scrittore francese (n. 1657)
- 1719 - Claude-Maur d'Aubigné, arcivescovo cattolico e politico francese (n. 1658)
- 1721 - Carlo Federico di Anhalt-Bernburg, principe tedesco (n. 1668)
- 1725 - Giovanni Michele Spaur, vescovo cattolico italiano (n. 1638)
- 1745 - Henry Howard, X conte di Suffolk, nobile britannico (n. 1706)
- 1751 - Francis Scott, II duca di Buccleuch, politico scozzese (n. 1694)
- 1755 - Gabriel Taschereau de Baudry, politico e nobile francese (n. 1673)
- 1758 - Antoine de Jussieu, naturalista e medico francese (n. 1686)
- 1759 - Giuseppe Maria Ercolani, religioso italiano (n. 1673)
- 1760 - Agostino Maria Neuroni, vescovo cattolico svizzero (n. 1690)
- 1765 - Carlo Lodi, pittore italiano (n. 1701)
- 1769 - Camillo Rospigliosi, nobile italiano (n. 1715)
- 1772 - Johann Peter Kellner, compositore e organista tedesco (n. 1705)
- 1776 - Filippo Finazzi, compositore e cantante castrato italiano (n. 1705)
- 1776 - Johann Adolph Scheibe, compositore e musicologo tedesco (n. 1708)
- 1778 - James Hargreaves, carpentiere e inventore britannico (n. 1720)
- 1778 - Ignaz Franz Wörle, organaro austriaco (n. 1710)
- 1779 - Pietro Antonio Danieletti, scultore italiano (n. 1712)
- 1780 - Luigi Prinotto, ebanista italiano
- 1782 - Anne Bonny, pirata irlandese (n. 1702)
- 1782 - Salvatore D'Aula, presbitero, letterato e filologo italiano (n. 1718)
- 1782 - Josef Seger, compositore e organista ceco (n. 1716)
- 1784 - Francesco Adolfo di Anhalt-Bernburg-Schaumburg-Hoym, nobile (n. 1724)
- 1787 - Josef Starzer, compositore e violinista austriaco (n. 1728)
- 1792 - Andrea Massimini, chirurgo italiano (n. 1727)
- 1793 - Youssef Boutros Estephan, patriarca cattolico libanese (n. 1729)
- 1794 - Jean-Jacques Duval d'Eprémesnil, magistrato e politico francese (n. 1745)
- 1794 - Isaac René Guy Le Chapelier, politico e avvocato francese (n. 1754)
- 1794 - Guillaume-Chrétien de Lamoignon de Malesherbes, giurista e politico francese (n. 1721)
- 1794 - François Joseph Antoine de Hell, politico francese (n. 1731)
- 1796 - Carolina Ernestina di Erbach-Schönberg, nobile tedesca (n. 1727)
- 1800 - George Paulet, XII marchese di Winchester, nobile inglese (n. 1722)

## XIX secolo(69)
- 1801 - Murad Bey, egiziano (n. 1750)
- 1806 - Pierre Charles Silvestre de Villeneuve, ammiraglio francese (n. 1763)
- 1812 - Vittorio II di Anhalt-Bernburg-Schaumburg-Hoym, principe tedesco (n. 1767)
- 1816 - Anna Aleksandrovna Stroganova, nobildonna russa (n. 1739)
- 1817 - Francesco Carboni, linguista, traduttore e scrittore italiano (n. 1746)
- 1821 - Cirillo VI di Costantinopoli, arcivescovo ortodosso greco (n. 1769)
- 1821 - John Crome, pittore e incisore inglese (n. 1768)
- 1821 - Gregorio V, arcivescovo ortodosso greco (n. 1746)
- 1827 - Marc Antoine de Granet, avvocato e politico francese (n. 1741)
- 1827 - Thomas Rowlandson, disegnatore inglese (n. 1756)
- 1828 - Nikolaj Nikitič Demidov, politico e filantropo russo (n. 1773)
- 1829 - Saverio Morelli, italiano (n. 1761)
- 1830 - Miguel Domínguez, politico, rivoluzionario e avvocato messicano (n. 1756)
- 1830 - Knud Lyhne Rahbek, scrittore danese (n. 1760)
- 1831 - Ferdinand Ernst Maria von Bissingen-Nippenburg, ufficiale e politico austriaco (n. 1749)
- 1832 - Luigi Castiglioni, botanico e politico italiano (n. 1757)
- 1832 - Guillaume Guillon Lethière, pittore francese (n. 1760)
- 1833 - Richard Trevithick, inventore e ingegnere britannico (n. 1771)
- 1837 - David B. Mitchell, politico statunitense (n. 1766)
- 1837 - Günther Federico Carlo I di Schwarzburg-Sondershausen, principe (n. 1760)
- 1839 - Denis Vasil'evič Davydov, poeta e militare russo (n. 1784)
- 1839 - Samuel Smith, politico statunitense (n. 1752)
- 1840 - James Prinsep, numismatico, orientalista e chimico inglese (n. 1799)
- 1841 - Charles Barbier de la Serre, militare francese (n. 1767)
- 1843 - Vittorio Barzoni, scrittore, giornalista e politologo italiano (n. 1767)
- 1843 - Martin Piaggio, poeta italiano (n. 1774)
- 1844 - Henri-Montan Berton, compositore e scrittore francese (n. 1767)
- 1849 - Gian Carlo Brignole, politico italiano (n. 1761)
- 1851 - Samuel Eccleston, religioso e arcivescovo cattolico statunitense (n. 1801)
- 1852 - Francesco Boni, presbitero italiano (n. 1773)
- 1852 - Avram Petronijević, politico serbo (n. 1791)
- 1852 - Pier Dionigi Pinelli, politico italiano (n. 1804)
- 1853 - Sewrin, drammaturgo e librettista francese (n. 1771)
- 1854 - Nicolás Bravo, politico messicano (n. 1786)
- 1857 - Luigi Rossini, incisore italiano (n. 1790)
- 1862 - Carlo Ferdinando di Borbone-Due Sicilie, principe italiano (n. 1811)
- 1864 - Grigorij Soroka, pittore russo (n. 1823)
- 1866 - Anne Thynne, zoologa, ittiologa e geologa britannica (n. 1806)
- 1867 - Aleksandr Dmitrievič Petrov, scacchista, scrittore e compositore di scacchi russo (n. 1794)
- 1867 - Benjamin Valz, astronomo francese (n. 1787)
- 1869 - Agostino Mattoli, patriota e politico italiano (n. 1801)
- 1871 - Martín Carrera, politico e generale messicano (n. 1806)
- 1871 - Giovanni Renier, vescovo cattolico italiano (n. 1796)
- 1871 - Friedrich von Waldburg-Wolfegg-Waldsee, principe e politico tedesco (n. 1808)
- 1876 - Isabella Maria di Braganza, principessa portoghese (n. 1801)
- 1877 - August Wilhelm Zumpt, filologo classico e epigrafista tedesco (n. 1815)
- 1883 - Ignazio Jacometti, scultore italiano (n. 1819)
- 1884 - Jørgen Matthias Christian Schiødte, zoologo, entomologo e aracnologo danese (n. 1815)
- 1884 - Maria Taglioni, ballerina italiana (n. 1804)
- 1885 - Clemente Santi, farmacista, chimico e imprenditore italiano (n. 1795)
- 1887 - Edoardo Tholosano, politico e ammiraglio italiano (n. 1808)
- 1889 - Gaetano Del Pezzo, diplomatico e politico italiano (n. 1833)
- 1889 - Ivan Petrovič Larionov, compositore e scrittore russo (n. 1830)
- 1890 - Magnus Huss, medico svedese (n. 1807)
- 1892 - Josep Maria Bocabella, filantropo spagnolo (n. 1815)
- 1892 - Édouard Lalo, compositore francese (n. 1823)
- 1893 - Pasquale Sarullo, francescano, presbitero e pittore italiano (n. 1828)
- 1894 - Kostas Krystallis, scrittore e poeta greco (n. 1868)
- 1894 - Jules Lagneau, insegnante e filosofo francese (n. 1851)
- 1894 - Alexander Schmidt, fisiologo tedesco (n. 1831)
- 1895 - Joseph Franz von Colloredo-Mansfeld, militare, politico e nobile austriaco (n. 1813)
- 1895 - Étienne Léopold Trouvelot, artista e astronomo francese (n. 1827)
- 1896 - Mårten Eskil Winge, pittore svedese (n. 1825)
- 1897 - Domenico Berti, saggista, politico e storico della filosofia italiano (n. 1820)
- 1897 - Elizabeth Sackville-West, duchessa di Bedford, nobildonna britannica (n. 1818)
- 1898 - Casimiro Turletti, presbitero e storico italiano (n. 1826)
- 1899 - Johann Köler, pittore estone (n. 1826)
- 1899 - Robert Warburton, militare (n. 1842)
- 1900 - Amédée-François Lamy, esploratore e militare francese (n. 1858)

## XX secolo(229)
- 1902 - Philip Richard Morris, pittore inglese (n. 1836)
- 1903 - Alexander Ramsey, politico statunitense (n. 1815)
- 1907 - Frans Reinhold Kjellman, botanico e esploratore svedese (n. 1846)
- 1908 - Qasim Amin, giurista e scrittore egiziano (n. 1863)
- 1908 - Henry Campbell-Bannerman, politico britannico (n. 1836)
- 1908 - Leopold von Schrötter, medico austriaco (n. 1837)
- 1909 - Antonio Caccianiga, politico, patriota e scrittore italiano (n. 1823)
- 1910 - Edward B. Pond, politico statunitense (n. 1833)
- 1912 - Antonio Baroni, alpinista italiano (n. 1833)
- 1912 - Heinrich Unverricht, medico tedesco (n. 1853)
- 1913 - Ruggero Bardazzi, militare italiano (n. 1885)
- 1915 - Maurice Gufflet, velista francese (n. 1863)
- 1917 - Ladislaus Hengelmüller von Hengervár, diplomatico e nobile austriaco (n. 1845)
- 1917 - Pietro Tempestini, fotografo italiano (n. 1843)
- 1917 - Marijan Varešanin, generale austro-ungarico (n. 1847)
- 1918 - Walter Chaffe, tiratore di fune britannico (n. 1870)
- 1918 - Francesco Ingrao, politico italiano (n. 1843)
- 1918 - Antonio Pini-Corsi, baritono italiano
- 1919 - Henry Grant, generale inglese (n. 1848)
- 1922 - Gaetano Savasta, presbitero, storico e scrittore italiano (n. 1865)
- 1922 - Maria di Schwarzburg-Rudolstadt, tedesca (n. 1850)
- 1922 - Amedeo Simonetti, pittore italiano (n. 1874)
- 1923 - Emil Albes, attore e regista tedesco (n. 1861)
- 1923 - Arthur Bell, calciatore inglese (n. 1882)
- 1924 - Anna del Liechtenstein, principessa austriaca (n. 1846)
- 1924 - Avni Rustemi, politico, patriota e militare albanese (n. 1895)
- 1925 - André Caplet, compositore e direttore d'orchestra francese (n. 1878)
- 1925 - Lucy Lyttelton, nobildonna inglese (n. 1841)
- 1926 - Ferdinand von Lobkowitz, politico austro-ungarico (n. 1850)
- 1928 - Frank Currier, attore e regista statunitense (n. 1857)
- 1929 - Henry Lerolle, pittore francese (n. 1848)
- 1930 - Jeppe Aakjær, giornalista e scrittore danese (n. 1866)
- 1932 - Umberto Cagni di Bu Meliana, nobile, ammiraglio e esploratore italiano (n. 1863)
- 1932 - Charles Clarke, generale inglese (n. 1839)
- 1932 - Alexander Fritz, scacchista tedesco (n. 1857)
- 1932 - Sándor Takács, scacchista ungherese (n. 1893)
- 1933 - Louis-Auguste Girardot, pittore e incisore francese (n. 1856)
- 1933 - Henry Royce, imprenditore britannico (n. 1863)
- 1933 - Luigi Filippo di Thurn und Taxis, principe tedesco (n. 1901)
- 1934 - Alice Claypoole Gwynne, filantropa statunitense (n. 1845)
- 1934 - Mikayel Varandian, storico armeno (n. 1870)
- 1935 - Richard Butler, generale britannico (n. 1870)
- 1935 - Francesco Pacelli, nobile e avvocato italiano (n. 1874)
- 1936 - Wetryk, illusionista italiano (n. 1890)
- 1936 - Hugo Sellheim, ginecologo tedesco (n. 1871)
- 1936 - Gyula Tóth, calciatore ungherese (n. 1901)
- 1936 - Max von Stephanitz, militare e allevatore tedesco (n. 1864)
- 1937 - Arthur Edmund Carewe, attore statunitense (n. 1884)
- 1937 - Ludwig Schmitz-Kallenberg, storico, archivista e diplomatista tedesco (n. 1867)
- 1938 - Paolo Ferretti, insegnante italiano (n. 1866)
- 1939 - Leandro Campanari, violinista, direttore d'orchestra e compositore italiano (n. 1857)
- 1939 - Cesare Grossi, calciatore italiano (n. 1917)
- 1939 - Louis Mailloux, militare e aviatore francese (n. 1897)
- 1939 - Ann Murdock, attrice statunitense (n. 1890)
- 1940 - Janina Lewandowska, aviatrice polacca (n. 1908)
- 1940 - Albert Maclaren, giocatore di curling canadese (n. 1870)
- 1940 - John Manners, IX duca di Rutland, nobile inglese (n. 1886)
- 1941 - Achille Lauro, militare italiano (n. 1892)
- 1941 - Adalberto Orlando, militare italiano (n. 1910)
- 1941 - Trifone Pederzolli, vescovo cattolico italiano (n. 1864)
- 1942 - Erich Albrecht, calciatore tedesco (n. 1889)
- 1942 - Carl Dorno, naturalista tedesco (n. 1865)
- 1943 - Vincenzo Cordova, poeta e scrittore italiano (n. 1870)
- 1944 - Mezio Agostini, compositore italiano (n. 1875)
- 1944 - Hippolyte Aucouturier, ciclista su strada francese (n. 1876)
- 1944 - William O'Connell, cardinale e arcivescovo cattolico statunitense (n. 1859)
- 1944 - Engles Profili, partigiano, medico e giornalista italiano (n. 1905)
- 1944 - Edmund Schulthess, politico svizzero (n. 1868)
- 1945 - Leandro Arpinati, politico italiano (n. 1892)
- 1945 - Franco Bagna, militare italiano (n. 1921)
- 1945 - Carlo Calisse, giurista e politico italiano (n. 1859)
- 1945 - Wilhelm Cauer, matematico e fisico tedesco (n. 1900)
- 1945 - Franco Cetrelli, partigiano italiano (n. 1930)
- 1945 - Ugo Veniero D'Annunzio, ingegnere e imprenditore italiano (n. 1887)
- 1945 - Robert Elmer Horton, idrologo statunitense (n. 1875)
- 1945 - Käthe Kollwitz, scultrice e pittrice tedesca (n. 1867)
- 1945 - Amalia Lydia Lalli, partigiana italiana (n. 1922)
- 1945 - Dimitrije Ljotić, politico serbo (n. 1891)
- 1945 - Torquato Nanni, politico e scrittore italiano (n. 1888)
- 1945 - Giuseppe Pagano, architetto e fotografo italiano (n. 1896)
- 1945 - Hellmuth Pfeifer, generale tedesco (n. 1894)
- 1946 - Lionel Atwill, attore britannico (n. 1885)
- 1946 - Pio Gorretta, calciatore italiano (n. 1909)
- 1946 - Harlan Fiske Stone, politico e giurista statunitense (n. 1872)
- 1946 - José Luis Zabala, calciatore spagnolo (n. 1898)
- 1948 - Prosper Montagné, cuoco, giornalista e scrittore francese (n. 1865)
- 1948 - Edgardo Morpurgo, imprenditore e dirigente d'azienda italiano (n. 1866)
- 1949 - Charles B. Middleton, attore statunitense (n. 1874)
- 1950 - Francesco Goggia, militare e politico italiano (n. 1871)
- 1950 - Karl Kaltenbach, tiratore di fune, discobolo e giavellottista tedesco (n. 1882)
- 1950 - John Timothy McNicholas, arcivescovo cattolico irlandese (n. 1877)
- 1950 - Nicola Serra, avvocato, politico e antifascista italiano (n. 1867)
- 1950 - Nion Tucker, bobbista statunitense (n. 1885)
- 1951 - Mohammad Taqī Bahār, poeta, scrittore e giornalista iraniano (n. 1886)
- 1951 - Stanley Ridges, attore britannico (n. 1890)
- 1952 - Les Ablett, pallanuotista britannico (n. 1904)
- 1952 - Guy Percy Lumsden Drake-Brockman, militare britannico (n. 1894)
- 1952 - Armando Tallarigo, militare e politico italiano (n. 1864)
- 1953 - Jan Czochralski, chimico polacco (n. 1885)
- 1953 - Armin Otto Leuschner, astronomo statunitense (n. 1868)
- 1954 - Giambattista Bosco Lucarelli, avvocato e politico italiano (n. 1881)
- 1954 - Irenio Diotallevi, ingegnere, architetto e urbanista italiano (n. 1909)
- 1954 - Josef Lanz, personalità religiosa austriaca (n. 1874)
- 1955 - Federico Olivero, traduttore, critico letterario e filologo italiano (n. 1878)
- 1956 - Walt Faulkner, pilota automobilistico statunitense (n. 1920)
- 1956 - Vlastimil Lada-Sázavský, schermidore boemo (n. 1886)
- 1956 - Giuseppe Pierozzi, attore italiano (n. 1883)
- 1956 - Jan Šrámek, politico cecoslovacco (n. 1870)
- 1957 - Alfredo Gollini, ginnasta italiano (n. 1881)
- 1959 - Gavino Alivia, economista e avvocato italiano (n. 1886)
- 1959 - Louise Justine Delbos, violinista e compositrice francese (n. 1906)
- 1959 - Nikolaj Vladimirovič Dostal', regista cinematografico sovietico (n. 1909)
- 1960 - Giulio Campili, magistrato e politico italiano (n. 1863)
- 1960 - August Thienemann, limnologo tedesco (n. 1882)
- 1962 - Ferdinando Pozzani, imprenditore e dirigente sportivo italiano (n. 1896)
- 1962 - Vera Reynolds, attrice statunitense (n. 1899)
- 1963 - Calvin Bricker, lunghista e triplista canadese (n. 1884)
- 1965 - Johnny Dundee, pugile statunitense (n. 1893)
- 1965 - Harvey Eisenberg, animatore e fumettista statunitense (n. 1911)
- 1965 - Gretchen Merrill, pattinatrice artistica su ghiaccio statunitense (n. 1925)
- 1965 - Pier Antonio Quarantotti Gambini, scrittore, giornalista e bibliotecario italiano (n. 1910)
- 1965 - Renée Sintenis, scultrice tedesca (n. 1888)
- 1966 - Mario Vallotto, ciclista su strada e pistard italiano (n. 1933)
- 1967 - Giovanni Ciampitti, avvocato e politico italiano (n. 1877)
- 1967 - Tom Conway, attore britannico (n. 1904)
- 1967 - Iona Timofeevič Nikitčenko, giurista e militare sovietico (n. 1895)
- 1967 - Jan Sajdak, filologo classico e bizantinista polacco (n. 1882)
- 1969 - Giuseppe Giorgio Gori, architetto italiano (n. 1906)
- 1969 - Rolfe Humphries, latinista, traduttore e insegnante statunitense (n. 1894)
- 1969 - Amparo Iturbi, pianista e docente spagnola (n. 1898)
- 1969 - Markian Michajlovič Popov, generale sovietico (n. 1902)
- 1969 - Saverio Ragno, schermidore italiano (n. 1902)
- 1970 - Stanley Benham, bobbista statunitense (n. 1913)
- 1970 - Horace Davey, regista e attore statunitense (n. 1889)
- 1970 - Malcolm Sayer, designer inglese (n. 1916)
- 1970 - Carlo Scarfoglio, giornalista italiano (n. 1887)
- 1971 - Cándido García, calciatore argentino (n. 1895)
- 1971 - Anna del Montenegro, principessa montenegrina (n. 1874)
- 1971 - Charles Portal, militare britannico (n. 1893)
- 1973 - Arnaldo Harzarich, militare italiano (n. 1903)
- 1973 - George Lichtheim, scrittore tedesco (n. 1912)
- 1973 - Chuck Pandolph, bobbista statunitense (n. 1923)
- 1973 - Jean de Wouters, ingegnere e inventore belga (n. 1905)
- 1974 - Luciano Alberici, attore teatrale italiano (n. 1923)
- 1975 - Willy Böckl, pattinatore artistico su ghiaccio austriaco (n. 1893)
- 1975 - Peter Reynolds, attore britannico (n. 1921)
- 1975 - Lajos Steiner, scacchista ungherese (n. 1903)
- 1976 - Melchiorre Bega, architetto e designer italiano (n. 1898)
- 1976 - Joseph Kirpes, calciatore lussemburghese (n. 1906)
- 1976 - Ivan Il'ič Ljudnikov, generale sovietico (n. 1902)
- 1976 - Colin MacInnes, scrittore e giornalista britannico (n. 1914)
- 1976 - Alfréd Radok, regista cecoslovacco (n. 1914)
- 1976 - Pier Giorgio Ricci, filologo e critico letterario italiano (n. 1912)
- 1977 - Arvo Haavisto, lottatore finlandese (n. 1900)
- 1977 - Giuseppe Spalla, pugile italiano (n. 1896)
- 1977 - Edward Van Dijck, ciclista su strada belga (n. 1918)
- 1978 - Nicolae Caranfil, schermidore, ingegnere e politico rumeno (n. 1893)
- 1978 - Basil Dean, regista, produttore cinematografico e sceneggiatore britannico (n. 1888)
- 1978 - Will Geer, attore e attivista statunitense (n. 1902)
- 1978 - Varvara Mjasnikova, attrice sovietica (n. 1900)
- 1978 - Guglielmo Oppezzo, calciatore italiano (n. 1926)
- 1978 - Willy Sperco, giornalista e scrittore italiano (n. 1887)
- 1979 - Amedeo Biavati, calciatore e allenatore di calcio italiano (n. 1915)
- 1980 - Jane Froman, cantante e attrice statunitense (n. 1907)
- 1980 - Alfredo Gaudenzi, pittore, ceramista e giornalista italiano (n. 1908)
- 1980 - Decio Scuri, allenatore di pallacanestro e dirigente sportivo italiano (n. 1905)
- 1980 - Fritz Strassmann, chimico tedesco (n. 1902)
- 1981 - Umbro Apollonio, critico d'arte, storico dell'arte e saggista italiano (n. 1911)
- 1981 - Renato William Jones, dirigente sportivo britannico (n. 1906)
- 1981 - Maribel Lorenzo, cestista spagnola (n. 1946)
- 1982 - Béda Rigaux, teologo e presbitero belga (n. 1899)
- 1982 - Stanley Roberts, sceneggiatore statunitense (n. 1916)
- 1983 - Adriano Buzzati Traverso, genetista e biofisico italiano (n. 1913)
- 1983 - Richard Jeffries Dawes, aviatore canadese (n. 1897)
- 1983 - Earl Hines, pianista statunitense (n. 1903)
- 1983 - Gösta Holmér, multiplista, altista e ostacolista svedese (n. 1891)
- 1983 - Lamberto Maggiorani, attore italiano (n. 1909)
- 1983 - Gunta Stölzl, designer tedesca (n. 1897)
- 1984 - Ansel Adams, fotografo statunitense (n. 1902)
- 1984 - Gracco De Nardo, calciatore e allenatore di calcio italiano (n. 1893)
- 1985 - Paul Hugh Emmett, chimico statunitense (n. 1900)
- 1985 - José de Lima Siqueira, compositore e direttore d'orchestra brasiliano (n. 1907)
- 1986 - Mircea Eliade, storico delle religioni, antropologo e scrittore romeno (n. 1907)
- 1986 - Go Se-tae, cestista sudcoreano (n. 1925)
- 1986 - Dick Moores, fumettista statunitense (n. 1909)
- 1987 - Gioacchino Solinas, generale italiano (n. 1892)
- 1988 - Melvin Price, politico statunitense (n. 1905)
- 1988 - Irene Rich, attrice statunitense (n. 1891)
- 1989 - Ugo Baduel, scrittore, saggista e giornalista italiano (n. 1934)
- 1989 - György Kulin, astronomo ungherese (n. 1905)
- 1989 - Emilio Segrè, fisico italiano (n. 1905)
- 1989 - Tommy Thompson, giocatore di football americano statunitense (n. 1916)
- 1990 - Bob Davies, cestista e allenatore di pallacanestro statunitense (n. 1920)
- 1990 - Vincenzo Ferdinandi, stilista italiano (n. 1920)
- 1990 - Rosalind Moss, antropologa britannica (n. 1890)
- 1990 - Albert Salmi, attore statunitense (n. 1928)
- 1990 - Luigi Uzzo, attore italiano (n. 1943)
- 1990 - Gustaf Wejnarth, velocista svedese (n. 1902)
- 1991 - Jack Kid Berg, pugile britannico (n. 1909)
- 1991 - Teodoro Kovacich, calciatore italiano (n. 1907)
- 1991 - Mikheil Meskhi, calciatore sovietico (n. 1937)
- 1991 - Sylvio Pirillo, calciatore e allenatore di calcio brasiliano (n. 1916)
- 1992 - Attilio Alfieri, pittore italiano (n. 1904)
- 1992 - Steffi Duna, attrice ungherese (n. 1910)
- 1993 - Pasang Lhamu Sherpa, alpinista nepalese (n. 1961)
- 1994 - Giacomo Colli, regista italiano (n. 1928)
- 1994 - Oretta Fiume, attrice italiana (n. 1919)
- 1994 - Karl Hess, editore statunitense (n. 1923)
- 1994 - Richard Nixon, politico statunitense (n. 1913)
- 1995 - Carl Albert, cantante statunitense (n. 1962)
- 1995 - Carlo Ceresoli, calciatore e allenatore di calcio italiano (n. 1910)
- 1995 - Tony Jaros, cestista statunitense (n. 1920)
- 1995 - Maggie Kuhn, attivista statunitense (n. 1905)
- 1995 - Charles Joseph Lemaire, vescovo cattolico e missionario francese (n. 1900)
- 1995 - Don Pullen, pianista statunitense (n. 1941)
- 1996 - Erma Bombeck, umorista e scrittrice statunitense (n. 1927)
- 1996 - Mario Luigi Ciappi, cardinale italiano (n. 1909)
- 1996 - Mircea Ciobanu, poeta rumeno (n. 1940)
- 1997 - Jean Carlu, pubblicitario francese (n. 1900)
- 1997 - Néstor Cerpa Cartolini, rivoluzionario peruviano (n. 1953)
- 1998 - Alfredo Rodrigues da Motta, cestista brasiliano (n. 1921)
- 1998 - Kitch Christie, allenatore di rugby a 15 e rugbista a 15 sudafricano (n. 1940)
- 1998 - Carlo Donida, compositore e pianista italiano (n. 1920)
- 1998 - León Najnudel, cestista, allenatore di pallacanestro e dirigente sportivo argentino (n. 1941)
- 1998 - Régine Pernoud, storica francese (n. 1909)
- 1998 - Marvin Worth, produttore cinematografico e sceneggiatore statunitense (n. 1925)
- 1999 - Antonella Bechi Piaggio, italiana (n. 1938)
- 1999 - Peter Fellin, pittore italiano (n. 1920)
- 1999 - Bert Remsen, attore statunitense (n. 1922)

## XXI secolo(126)
- 2001 - Franco Longo, politico italiano (n. 1941)
- 2001 - Heiko Oberman, storico e teologo olandese (n. 1930)
- 2001 - Wesley C. Salmon, filosofo statunitense (n. 1925)
- 2001 - Robert Starer, compositore, pianista e docente austriaco (n. 1924)
- 2001 - Habis al-Majali, generale e politico giordano (n. 1914)
- 2002 - Albrecht Becker, produttore cinematografico, fotografo e attore tedesco (n. 1906)
- 2002 - Giacinto Froggio, politico italiano (n. 1919)
- 2002 - Linda Lovelace, attrice pornografica statunitense (n. 1949)
- 2002 - Victor Weisskopf, fisico austriaco (n. 1908)
- 2003 - Martha Griffiths, politica, avvocato e magistrato statunitense (n. 1912)
- 2003 - Andrea King, attrice statunitense (n. 1919)
- 2003 - Mike Larrabee, velocista statunitense (n. 1933)
- 2003 - Fred Schaub, calciatore tedesco (n. 1960)
- 2003 - Jurij Vojnov, calciatore e allenatore di calcio sovietico (n. 1931)
- 2004 - Sidney Allen, linguista e glottologo britannico (n. 1918)
- 2004 - Franco Delli Colli, direttore della fotografia italiano (n. 1929)
- 2004 - Pat Tillman, giocatore di football americano e militare statunitense (n. 1976)
- 2004 - Ramón Torrella Cascante, arcivescovo cattolico spagnolo (n. 1923)
- 2005 - Norman Bird, attore britannico (n. 1920)
- 2005 - Robert Fitzgerald, pattinatore di velocità su ghiaccio statunitense (n. 1923)
- 2005 - Erika Fuchs, traduttrice tedesca (n. 1906)
- 2005 - Philip Morrison, fisico statunitense (n. 1915)
- 2005 - Eduardo Paolozzi, scultore e incisore britannico (n. 1924)
- 2005 - Rodolfo Pichi Sermolli, botanico italiano (n. 1912)
- 2005 - Guido Vergani, giornalista e scrittore italiano (n. 1935)
- 2005 - Leonid Šamkovič, scacchista russo (n. 1923)
- 2006 - Henriette Avram, informatica statunitense (n. 1919)
- 2006 - Vittorio De Sisti, regista italiano (n. 1940)
- 2006 - Enriqueta Harris, storica dell'arte inglese (n. 1910)
- 2006 - Alberto Tavazzi, pittore, attore e sceneggiatore italiano (n. 1912)
- 2006 - Alida Valli, attrice italiana (n. 1921)
- 2006 - Martín Zapata, calciatore colombiano (n. 1970)
- 2007 - Ugo Drago, aviatore italiano (n. 1915)
- 2007 - Alberto Grifi, regista, pittore e montatore italiano (n. 1938)
- 2007 - Edward Kofler, matematico polacco (n. 1911)
- 2007 - Juanita Millender-McDonald, politica statunitense (n. 1938)
- 2007 - Conchita Montenegro, attrice, cantante e ballerina spagnola (n. 1912)
- 2007 - Anne Pitoniak, attrice statunitense (n. 1922)
- 2008 - Abdellatief Abouheif, nuotatore egiziano (n. 1929)
- 2008 - Ed Chynoweth, dirigente sportivo canadese (n. 1941)
- 2008 - Paul Davis, cantautore, pianista e tastierista statunitense (n. 1948)
- 2008 - Cesarino Fava, alpinista e scrittore italiano (n. 1920)
- 2008 - Walter Moretti, storico della letteratura italiano (n. 1929)
- 2008 - Dora Ratjen, altista tedesco (n. 1918)
- 2008 - Mario Scotti, italianista italiano (n. 1930)
- 2008 - Ričardas Tamulis, pugile lituano (n. 1938)
- 2009 - Ken Annakin, regista, sceneggiatore e produttore cinematografico britannico (n. 1914)
- 2009 - Jack Cardiff, direttore della fotografia e regista inglese (n. 1914)
- 2009 - Rinaldo Caressa, pittore italiano (n. 1929)
- 2009 - Marilyn Cooper, attrice e cantante statunitense (n. 1934)
- 2009 - William Disney, pattinatore di velocità su ghiaccio statunitense (n. 1932)
- 2009 - Sirio Guerrieri, scrittore, critico letterario e partigiano italiano (n. 1916)
- 2009 - Dilvo Lotti, pittore italiano (n. 1914)
- 2010 - Emilio Walter Álvarez, calciatore uruguaiano (n. 1939)
- 2010 - Richard Barrett, attivista e avvocato statunitense (n. 1943)
- 2010 - Gene Lees, giornalista, scrittore e critico musicale canadese (n. 1928)
- 2010 - Rafael Martín, cestista spagnolo (n. 1914)
- 2010 - Vic Nurenberg, allenatore di calcio e calciatore lussemburghese (n. 1930)
- 2011 - Cheung Sai Ho, calciatore hongkonghese (n. 1975)
- 2011 - Wiel Coerver, calciatore e allenatore di calcio olandese (n. 1924)
- 2011 - Tim Eliott, attore neozelandese (n. 1935)
- 2011 - Ove Jensen, calciatore danese (n. 1919)
- 2012 - Leopoldo Gamberini, compositore, direttore d'orchestra e direttore di coro italiano (n. 1922)
- 2012 - Francisco Majewski, calciatore uruguaiano (n. 1939)
- 2013 - Vivi Bach, attrice e cantante danese (n. 1939)
- 2013 - Enrico Guaraldo, francesista italiano (n. 1946)
- 2013 - Richie Havens, cantante e chitarrista statunitense (n. 1941)
- 2013 - Zilda Paim, scrittrice, insegnante e pittrice brasiliana (n. 1919)
- 2014 - Frumenzio Ghetta, presbitero, storico e letterato italiano (n. 1920)
- 2014 - Bill Klucas, allenatore di pallacanestro statunitense (n. 1941)
- 2014 - Werner Potzernheim, pistard tedesco (n. 1927)
- 2014 - Abdul Qadir, generale, politico e rivoluzionario afghano (n. 1944)
- 2014 - Oswaldo Vigas, pittore venezuelano (n. 1926)
- 2015 - Bruno Marraffa, fumettista italiano (n. 1935)
- 2015 - Aldo Policardi, direttore di coro e violinista italiano (n. 1921)
- 2015 - Gerhard Wehr, teologo tedesco (n. 1931)
- 2016 - Jean-Baptiste Ré, cestista francese (n. 1936)
- 2016 - Denys Wilkinson, fisico britannico (n. 1922)
- 2017 - Hubert Dreyfus, filosofo statunitense (n. 1929)
- 2017 - Morris Lorenzo Ghezzi, giurista, sociologo e filosofo italiano (n. 1951)
- 2017 - William Hjortsberg, scrittore e sceneggiatore statunitense (n. 1941)
- 2017 - Sophie Lefranc-Duvillard, sciatrice alpina francese (n. 1971)
- 2017 - Erin Moran, attrice statunitense (n. 1960)
- 2017 - Attilio Nicora, cardinale e arcivescovo cattolico italiano (n. 1937)
- 2017 - Gustavo Rojo, attore uruguaiano (n. 1923)
- 2017 - Michele Scarponi, ciclista su strada italiano (n. 1979)
- 2017 - Donna Williams, scrittrice, cantautrice e sceneggiatrice australiana (n. 1963)
- 2017 - Arnaldo Zambardi, scrittore, semiologo e sociologo italiano (n. 1932)
- 2018 - Guerrino Boatto, pittore e illustratore italiano (n. 1946)
- 2018 - Nina Brown, tennista britannica (n. 1915)
- 2018 - Nino Khurtsidze, scacchista georgiana (n. 1975)
- 2019 - Lê Đức Anh, politico e generale vietnamita (n. 1920)
- 2019 - Heather Harper, soprano britannico (n. 1930)
- 2019 - Billy McNeill, calciatore e allenatore di calcio scozzese (n. 1940)
- 2019 - Andy O'Donnell, cestista statunitense (n. 1925)
- 2019 - Julio César Toresani, calciatore argentino (n. 1967)
- 2020 - Eric Anderson, critico letterario scozzese (n. 1936)
- 2020 - Samantha Fox, attrice pornografica statunitense (n. 1950)
- 2020 - Hartwig Gauder, marciatore tedesco (n. 1954)
- 2020 - Shirley Knight, attrice statunitense (n. 1936)
- 2020 - Edward Winchester, canottiere canadese (n. 1970)
- 2021 - Dennis Johnson, velocista giamaicano (n. 1939)
- 2021 - Francesco Scarabicchi, poeta e traduttore italiano (n. 1951)
- 2021 - Shock G, rapper e produttore discografico statunitense (n. 1963)
- 2021 - Roy Strandbakke, calciatore norvegese (n. 1930)
- 2022 - Silvano Ciampi, ciclista su strada e dirigente sportivo italiano (n. 1932)
- 2022 - Nunzio De Falco, mafioso italiano (n. 1950)
- 2022 - Guy Lafleur, hockeista su ghiaccio canadese (n. 1951)
- 2022 - Marcus Leatherdale, fotografo canadese (n. 1952)
- 2022 - Kurt Liebrecht, calciatore tedesco orientale (n. 1936)
- 2022 - Pedrie Wannenburg, rugbista a 15 sudafricano (n. 1981)
- 2022 - Viktor Zvjagincev, calciatore sovietico (n. 1955)
- 2023 - Herb Douglas, lunghista statunitense (n. 1922)
- 2023 - Barry Humphries, attore, sceneggiatore e doppiatore australiano (n. 1934)
- 2023 - Kiem Keng Kwee, astronomo indonesiano (n. 1927)
- 2024 - Elio Andriuoli, poeta, critico letterario e insegnante italiano (n. 1932)
- 2024 - Charlie Hurley, calciatore e allenatore di calcio irlandese (n. 1936)
- 2024 - Philippe Laudenbach, attore francese (n. 1936)
- 2024 - Brian Tobin, tennista e dirigente sportivo australiano (n. 1930)
- 2024 - Francesco Vaccarone, pittore, scultore e incisore italiano (n. 1940)
- 2024 - Michael Verhoeven, regista e sceneggiatore tedesco (n. 1938)
- 2025 - Zurab Konstantinovič Cereteli, scultore, pittore e architetto georgiano (n. 1934)
- 2025 - Kōnstantinos Dīmou, arbitro di pallacanestro greco (n. 1936)
- 2025 - Giuseppe Farina, imprenditore e dirigente sportivo italiano (n. 1933)
- 2025 - Valentin-Yves Mudimbe, poeta, scrittore e filosofo della Repubblica Democratica del Congo (n. 1941)
- 2025 - Lar Park-Lincoln, attrice, produttrice cinematografica e regista statunitense (n. 1961)